# In a Silent Way
In a Silent Way es un álbum de 1969 del trompetista de jazz Miles Davis. 
En 1968 Miles Davis comienza a grabar canciones para este disco, junto a los músicos Wayne Shorter, Chick Corea, Dave Holland, y Tony Williams. La primera grabación se hizo en el Columbia 30th Street Studio, en Nueva York, en septiembre de ese año.  La grabación terminó en febrero de 1969, en Columbia Studio B, Nueva York, con los músicos originales, a quienes se sumaron Herbie Hancock, Joe Zawinul, Jack DeJohnette, y Joe Chambers.
"In a Silent Way" presenta un inicio de fusión entre música jazz y rock.  Miles Davis intentaba atraer a nuevo público, ya que, debido a la indiferencia del mismo, muchos clubes de jazz estaban cerrando. Tony Williams, baterista del grupo, dio a Davis música rock para escuchar. El resultado fue la asimilación de ritmos y tonos de este nuevo género. Pero la música mantiene, en cuanto a resultado sonoro, las características del jazz.

## Lista de temas
1. "Shhh/Peaceful" (Miles Davis) – 17:58
2. "In a Silent Way/It's About That Time" (Joe Zawinul, Miles Davis) – 19:57

## Personal
- Miles Davis – trompeta
- Wayne Shorter – saxo soprano
- John McLaughlin – guitarra eléctrica
- Chick Corea – piano eléctrico
- Herbie Hancock – piano eléctrico
- Joe Zawinul – órgano
- Dave Holland – bajo
- Tony Williams – batería[5]